# Commodore 64

A Commodore 64 képernyője, a bekapcsolás után

A Commodore 64 (C64, CBM 64, néha a vállalat logója után C=64-nek is írják, eredeti neve VIC-40 lett volna) 8 bites architektúrára épülő mikroszámítógép, melyet 1982-től 1994-ig gyártott és forgalmazott a Jack Tramiel által alapított Commodore Business Machines. Az 1980-as évek meghatározó számítógép típusa, a Guinness Rekordok Könyvében is szerepel, mint a valaha volt legnagyobb számban értékesített számítógép (kb. 12,5-17 millió példányban).
Az Egyesült Államokban 595 dolláros áron került piacra (2022-es áron kb. 680 ezer forint).
Elődei a Commodore PET és a Commodore VIC-20 voltak. Nevét a gépben található 64 kilobájt RAM-ról kapta. Grafikusan a VIC-II chip többszínű sprite-ok kezelésének képessége, és a jellegzetes hangok képzéséért felelős SID chip kiemelkedővé tették a gépet a konkurenciával szemben.
A brit és a japán piacot leszámítva világszerte dominálta az mikroszámítógépek piacát, szinte végig az 1980-as években, magyarországon a Novotrade segítségével terjedt el a 80-as évek közepétől.
1983 és 1986 között az Egyesült Államokban 30-40 százalék közötti volt a piaci részesedése, évi átlag 2 millió darabos értékesítéssel, ezáltal több Commodore 64 fogyott mint IBM PC, Apple II, vagy Atari által gyártott 8 bites gép. Az Egyesült Királyságban habár a ZX Spectrummal szemben elmaradt, stabil második volt az eladási versenyben. Egyedül Japánban nem tudott jelentős mértékben érvényesülni, ahol leginkább az ottani számítógép (NEC PC-8000, Sony MSX) és konzolgyártó (Nintendo Family Computer, SEGA SG-1000) cégek hardverei domináltak.
A Commodore 64 amerikai és nyugat európai sikerét jelentős részben köszönhette annak, hogy nagyobb áruházakban is kapható volt, nemcsak számítástechnikai szaküzletekben. A Commodore emellett számos bővítőeszköz gyártását házon belül oldotta meg, de rengeteg cég adott ki saját bővítőeszközt a számítógéphez. Felhasználók illetve szoftverfejlesztők több mint tízezer programot írtak hozzá, a felhasználói szoftverektől a játékokon át a programozást elősegítőkig, a mai napig fejlesztenek a hardverre programokat, különféle Commodore 64 emulátorokkal ezek könnyedén futtathatók akár modern hardvereken is. A Commodore 64 volt szintén az a gép, ahol kiforrt a demoscene, mint művészeti ág fogalma, efféle demonstrációkra a mai napig használják.

## Története

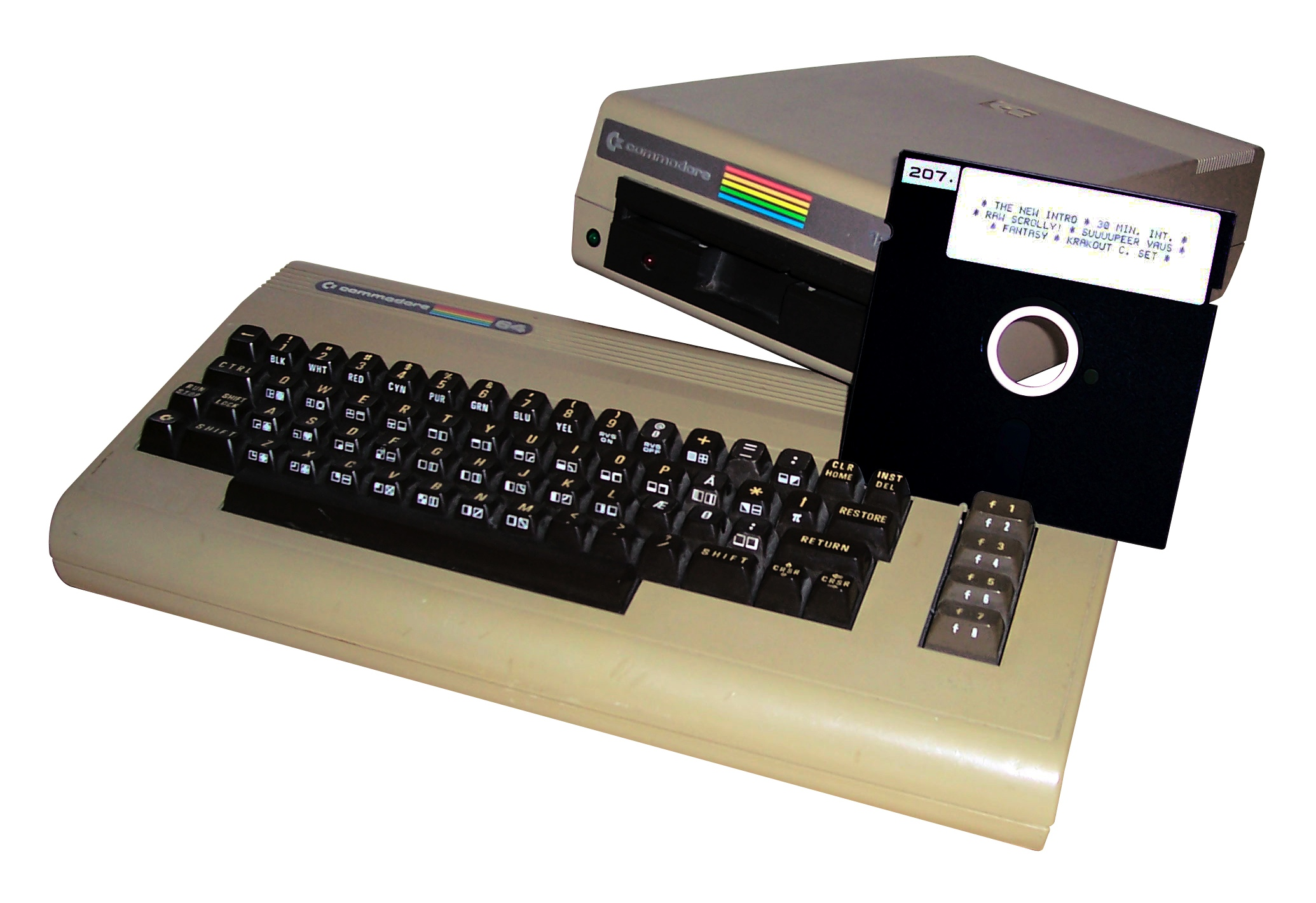
A C64 lemezegységgel és egy floppyval

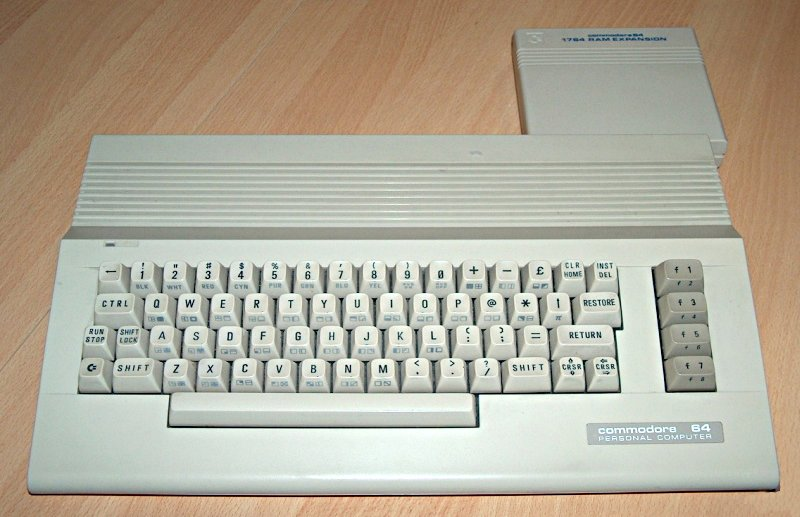
C64C a CBM 1764 RAM-bővítővel

1981 januárjában a MOS Technology Inc., a Commodore integrált áramköröket gyártó alvállalata elkezdte egy újgenerációs személyi számítógéphez a grafikus és hangchip tervezését. A két új chip, amelyek a MOS Technology VIC-II (Video Integrated Circuit) és a MOS Technology SID (Sound Interface Device) neveket kapták, 1981 végére lett kész.
A Commodore ekkoriban még egy játékkonzol piacra dobását tervezte ezek felhasználásával (ez volt az Ultimax, más néven Commodore MAX Machine), melyből azonban csak néhány példány készült a japán piacra, és ezután felhagytak a gyártásával.
Ugyanekkor Robert "Bob" Russell (a VIC-20-as rendszerprogramozója) és Robert "Bob" Yannes (a SID tervezője) kritikákat kezdtek el megfogalmazni a Commodore üzletpolitikájával szemben, amely a Commodore PET vonalat követte, és az üzleti felhasználókat célozta meg. Al Charpentiernek (a VIC-II tervezőjének) és Charles Winterbrenek (a MOS Technology menedzsere) a segítségével meggyőzték Jack Tramielt, hogy készítsék el a VIC-20-as olcsó utódját. Tramiel beleegyezett, de előírta, hogy a gépbe feltétlenül 64 kilobájt RAM-nak kell kerülnie. Akkoriban a DRAM chipek meglehetősen költségesek voltak (100 dollár, 2022-es értéken kb. 100 ezer forint), viszont Tramiel azt is tudta, hogy az áruk hamarosan zuhanni fog, és megfizethetőek lesznek addigra, mire beindul a sorozatgyártás. Az új modell tervezése és gyártása viszonylag gyorsan megindult, ami köszönhető volt annak is, hogy a Commodore, a riválisaival ellentétben, rendelkezett saját félvezetőgyártó üzemmel. Mivel az üzem nem működött teljes kapacitással, nyugodtan legyárthatták a teszt-chipeket, számottevő költség nélkül. Hogy bemutathassák az 1982-es Consumer Electronic Show-n (CES), a projekt befejezésére 1982 januárját írták elő végső határidőnek.
Mint a VIC-20-as utódja, a projekt VIC-40 kódnéven mutatkozott be. A gépház, valamint pár bemutató szoftver, hála a tervezőcsapat fáradhatatlan munkájának, épp elkészült időben. A készülék ugyanazt a gépházat, ugyanakkora méretű alaplapot, és ugyanazt a BASIC 2.0-át kapta meg, mint a VIC-20-as. A BASIC lett a fő felhasználói interfész is, ami bekapcsoláskor azonnal indult. Bemutatója előtt átkeresztelték a ma ismert Commodore 64 névre. A CES-en bemutatott gép általános siker lett, többen nem értették, hogyan lehetett mindezt kihozni 595 dollárból. A válasz a saját félvezetőgyártó üzemben keresendő: ennek köszönhetően egyetlen készülék legyártása mindössze 135 dollárba került.
Mivel a Commodore közismert volt arról, hogy bejelent termékeket, amik aztán soha nem jelennek meg, a gyártást gyorsan beindították. 1982 tavaszán indult el a folyamat, augusztusban pedig már kereskedelmi forgalomba került a gép. Alacsony árával és rugalmas bővíthetőségével egyértelműen a riválisai fölé nőtt. Ezek Amerikában az Atari 400, az Atari 800 és az Apple II voltak. Az Atari gépei, melyek szigorúan próbáltak megfelelni az FCC szabványnak, meglehetősen drágán voltak csak legyárthatóak, az Apple pedig abban volt gyengébb, hogy számtalan eszközét csak egyfajta portra dugva lehetett használni, míg a Commodore többfélét is integrált a gépbe, így a user port szabadon maradt, további bővíthetőséget biztosítva. Amellett a Commodore rendszere nem volt teljesen zárt sem. Az eladások kezdetben azért elég lassan indultak meg, melynek oka a szoftverellátottság hiánya, a kezdeti példányok típushibái, és a külön megvehető lemezmeghajtó korlátozott példányszáma volt. 1983-ban aztán számos szoftver jelent meg, és ezzel megindult az eladási hullám. Ezt nagyban elősegítette a gép árának a felére, 300 dollárra való csökkentése.
A Commodore merész üzleti húzással elérte, hogy ne csak számítástechnikai üzletekben, hanem nagyobb áruházakban is árulják a gépet, ami szintén jót tett a népszerűségnek. Ilyen tényező volt még a szabványos RF-kimenet, mellyel tévére is lehetett kötni, nem kellett hozzá monitort vásárolni, és ezzel a gép tulajdonképpen már a játékkonzolokkal is tudott versenyezni. Természetesen volt rajta kompozit videokimenet is, amellyel monitorhoz is lehetett csatlakoztatni, a jobb képminőség érdekében. Az agresszív árazás pedig a videójátékipar 1983-as nagy összeomlását követően éppen jókor jött. A Commodore 100 dollár kedvezményt vagy visszatérítést ajánlott fel minden olyan vásárlónak, aki régi gépét vagy konzolját is leadta a vásárlással egyidőben.
Több kereskedő nyújtott olyan kedvezményeket, hogy egyes gépeket, mint például a Timex Sinclair 1000-es, tíz dollárért adtak a Commodore 64 mellé, a szemfüles vásárlók pedig visszakapták az árkülönbözetet. A következmények markánsak voltak: a Timex, a Texas Instruments, és más kisebb cégek végleg kiszálltak a videójáték-piacról, nem bírva az árversenyt.
1984-ben a szoftverellátottság már jelentős mértékben nőtt, főként a játékprogramok terén. Észak-Amerikában a játékfejlesztő cégek túlnyomó többsége a C64-re fejlesztett, a Sierra és a Broderbound kivételével. 1985-re a gépre írt programok közel kétharmadát a játékok tették ki. Európában eközben a ZX Spectrum, a BBC Micro és az Amstrad CPC 464 voltak a fő riválisok. Közülük is főként a ZX Spectrum volt az, amelyik az árazásának köszönhetően felül tudott kerekedni, és komoly rivalizálás alakult ki a két gép között. A nyolcvanas évek vége felé aztán a trend megfordult és egyértelműen a Commodore lett a nyerő. Egyes helyeken rendkívül elterjedt volt a gép, Finnországban például 100 lakosra átlagosan 3 C64-es jutott.
1985-re a gép ára 150 dollárra csökkent, a szintén lecsökkent gyártási költségek miatt viszont még így is két-háromszoros profitot termelt. 1986 közepére már túl voltak a 3 és fél millió eladott példányon. Habár a cég folyamatosan próbálkozott a gyártás abbahagyásával és helyette újabb típusok, mint a Commodore 128, bevezetésével, a kereslet folyamatos volt. Ezért 1986-ban bemutatták a Commodore C64C változatot, egyidejűleg pedig – először a típus történetében – árat emeltek.
1988-ra aztán a PC-k népszerűsége elkezdett nőni, a korábban vezető szerepet betöltő Commodore pedig szép lassan a háttérbe szorult. A szoftverfejlesztés ekkor még mindig zajlott a gépre, és évi egy-másfél millió példányt így is eladtak, de már látható volt a hanyatlás. A kilencvenes évekre a 8 bites gépek iránti kereslet, a technika fejlődésével gyakorlatilag megszűnőben volt. Mégsem ez volt az, ami a Commodore 64 végét jelentette, mert önmagában annak gyártása továbbra is nyereséges volt, hanem a hozzá készülő lemezmeghajtó magas előállítási költsége. 1994 márciusában a Commodore bejelentette a hannoveri CeBIT-en, hogy a C64-es gyártását 1995-ben végleg befejezik, és azt is, hogy a lemezmeghajtó gyártási költségei magasabbak, mint a gépé. Egy hónappal később a Commodore csődöt jelentett, ami azzal járt, hogy valamennyi üzemüket azonnali hatállyal leállították – így ért véget a C64-es tizenegy és fél éven át tartó folyamatos gyártása. Hogy összesen hány példányt adtak el, utóbb nehéz megmondani a különféle jelentések alapján, a Commodore hivatalosan 12,5 millió példány legyártását jelentette.
Ezzel a darabszámmal a Commodore 64 egészen 2017-ig a minden idők harmadik legtöbb példányban eladott gépe volt, ekkor a Raspberry Pi taszította le a dobogóról.

### Elterjedése Magyarországon
A Commodore 64 Magyarországi elterjedésében a Novotrade cégnek is szerepe volt. Az 1985-ig COCOM-listán szereplő gépeket alkatrészekre szedve csempészték be bőröndökben, majd Magyarországon összerakták a gépeket. A gép a COCOM-listáról való lekerülés után kezdett leginkább terjedni, mivel a 80-as évek végére sikerült rengeteg személynek összespórolni a gép igen borsos árát. A legtöbb felhasználó magnókazettákat használt program- és adatbetöltésre, a hajlékonylemez annak idején luxus terméknek számított, és csak később terjedt el.  1989. január 1. és május 31. között a Vámhivatal nyilvántartása szerint csak a legálisan behozott gépek száma elérte a 36 000 darabot.

### A gép utóélete
Először érthetően a vállalati szférából szorult ki, az otthoni felhasználók köréből azonban tulajdonképpen mai napig sem teljesen, mert van aki nosztalgiából máig megtartotta és be-bekapcsolja. Sőt, a géptípus újabban reneszánszát éli, oly módon, hogy különböző C-64 emulátorprogramokat készítettek, melyek PC gépeken futva C-64-es virtuális környezetet biztosítanak a felhasználónak. E virtuális számítógépeken minden, eredetileg C64-re írt program fut. A virtuális gépek több lehetőséget nyújtanak, mint az eredetiek, mert „beépítve” tartalmazzák az assembler programozáshoz szükséges „monitorprogramot”; a teljes memóriatartalom lemezre menthető; a programok betöltése gyorsabb, valamint virtuális meghajtók kezelésére is alkalmasak.
Az emulátorok közül a legnépszerűbb Windows környezetben a CCS64 és a VICE, Linux operációs rendszer alatt pedig szintén a VICE, illetve az X–64. Ugyanakkor már létezik platformfüggetlen, böngészőben futó online C64 emulátor is.
A piacon elérhetőek olyan PC kiegészítők (csatlakozók, átalakítók), amelyek a megfelelő szoftverek segítségével a Commodore külső egységeit közvetlenül képesek kezelni. Készülnek hozzá különféle eszközök, mint például Ethernet kompatibilis hálókártya, illetve merevlemezeket és SD-kártyákat kezelni képes eszközök.
2004-ben a Commodore névjogokat birtokló Tulip kiadta a C64DTV nevezetű gépet, mely tulajdonképpen egy joystickkel egybeépített C64-es volt, 30 beépített játékkal. Az áramkörök módosításával lehetséges volt lemezmeghajtó, egy második joystick, illetve PS/2 billentyűzet csatlakoztatása is, amivel gyakorlatilag egy majdnem teljes értékű gépet lehetett kapni.
2011 májusában a Commodore USA nevű cég kiadta a C64x jelű gépet, amely külsejében az eredeti gépet idézi, de egy 1,8 GHz-es, kétmagos Intel Atom processzoros hagyományos PC; Ubuntu Linuxszal, beépített DVD-olvasóval (opcionálisan Blu-ray), alaplapra integrált Nvidia videokártyával és 2 vagy 4 GB memóriával. Teljes értékű C64-ként is tud működni, akár tévéhez is csatlakoztatható. A cégvezető 2012-es halála óta ezek a gépek már nem érhetőek el.
2015-ben az Individual Computers elkezdte gyártani az eredeti alaplapot "C64 Reloaded" névvel, korlátozott példányszámban, mely bármelyik régi gépházba behelyezhető volt. Az alaplap könnyűszerrel bővíthető volt, illetve jumperek segítségével lehetett változtatni különféle üzemmódok között. További újításokat is kapott a gép, például gombnyomásra lehetett váltani a különféle ROM-ok között, a bekapcsológomb kapott egy reset-állást, a TV-modulátor helyére pedig S-Video kimenet került. A korábbi, meghibásodásra hajlamos tápegységet is lecserélték, és immár egy 12 voltos adapterről működött a gép.
2018. március 29-én Európában a Retro Games LTD nevű cég kiadta a Commodore 64 Mini nevű gépet, ami egy kicsinyített változata az eredeti gépnek. 64 beépített játékkal, USB joystickkal, felskálázott felbontással, HDMI kimenettel és mentési lehetőséggel. Amerikában október 9-én jelent meg, kicsit különböző beépített játékokkal.

## Altípusai

### Commodore MAX Machine

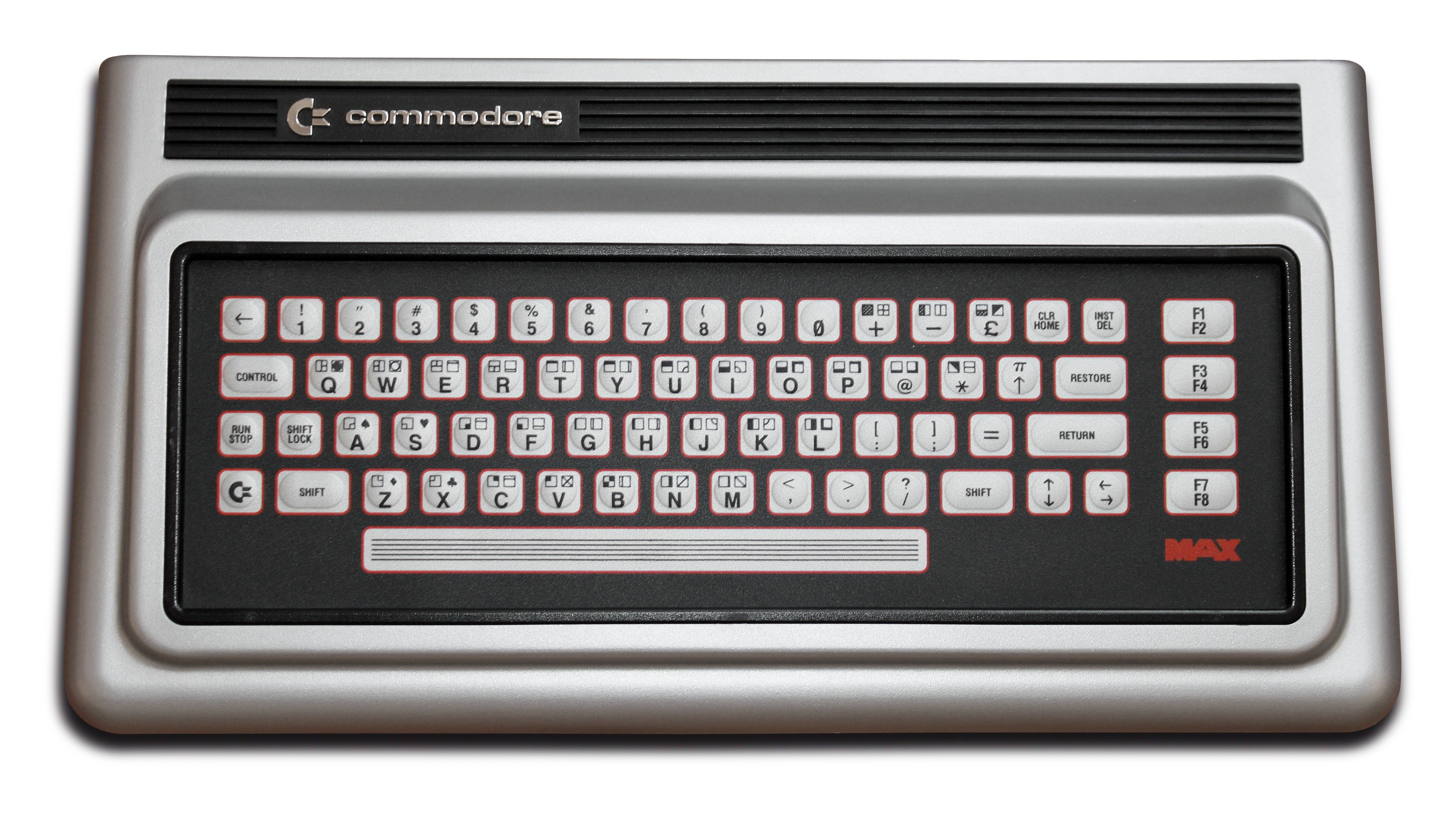
Commodore MAX Machine

1982-ben jelent meg Japánban. Az Egyesült Államokban Ultimax, Németországban VC-10 néven is ismeretes. Ez elsősorban egy játékkonzol lett volna, korlátozott számítógépes képességekkel, alapvetően a majdani Commodore 64 egy lebutított verziója. Alig pár hónap után befejezték a gyártását a rossz eladások miatt.

### Commodore Educator 64

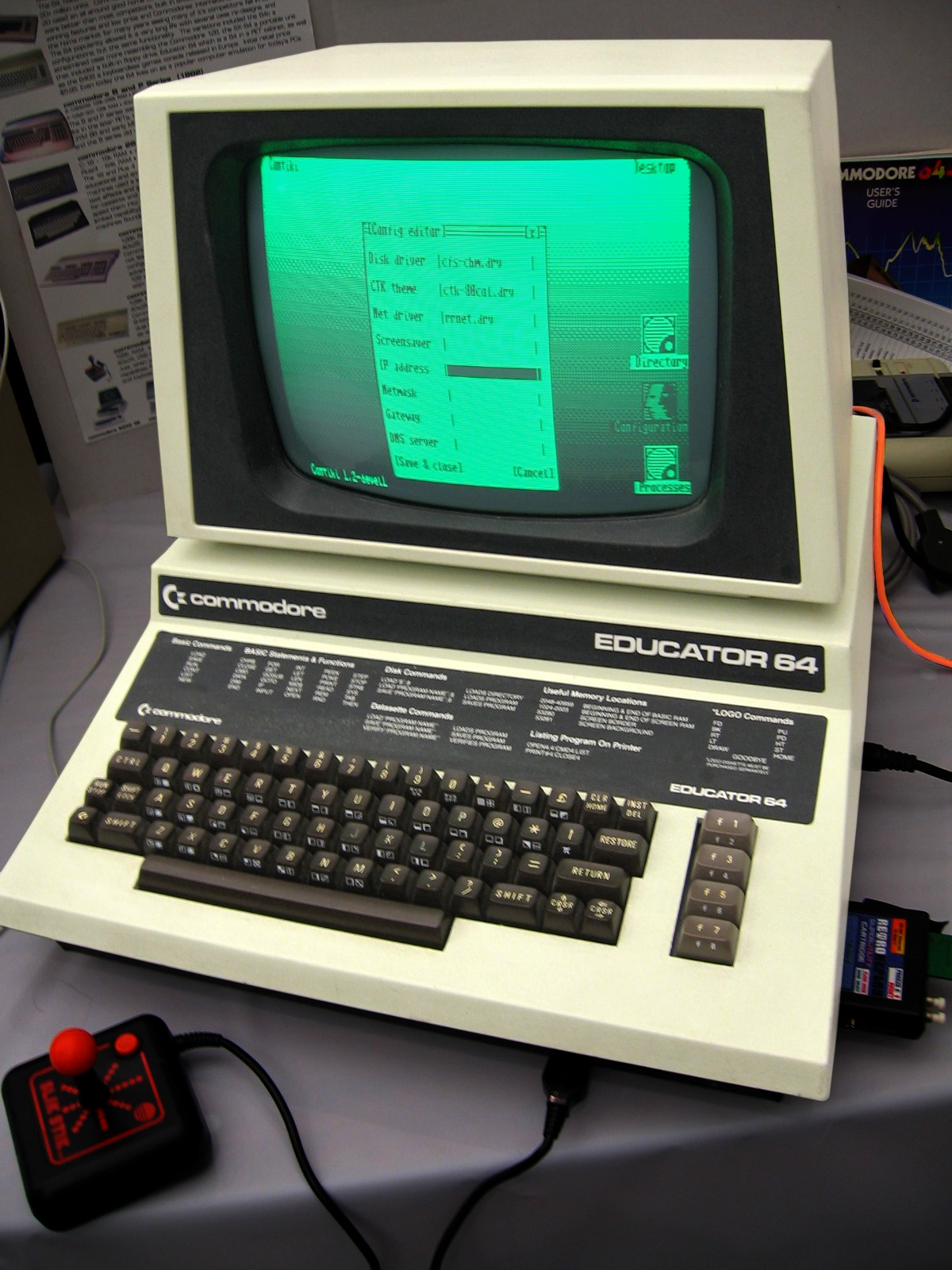
Commodore Educator 64

1983-ban mutatták be, mint az Apple II közvetlen kihívóját. Gyakorlatilag egy Commodore PET házba épített C64-es volt, zöld monokróm monitorral egybeépítve. Azért választották ezt a kialakítást, mert az iskolák, ahová szánták, a PET masszív házát preferálták, ugyanis így nehezebb volt ellopni vagy tönkretenni a gépet. A projekt végül kudarcot vallott, mert az Apple IIe gép jobb szoftveres ellátottsága alkalmasabbá tette az ellátandó feladatra, így csak korlátozott mennyiségben készült.

### Commodore SX-64

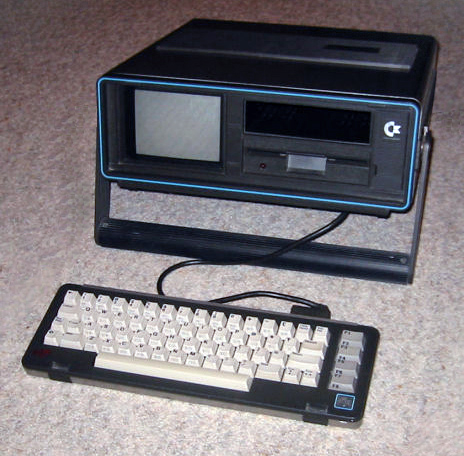
Commodore SX-64

Ugyancsak 1983-ban mutatták be. Ez volt a világ első színes kijelzős hordozható számítógépe, ugyanis a gépházba egy 5 colos (kb. 13 cm) képátlójú katódsugárcsöves (CRT) kijelzőt építettek, valamint egy lemezmeghajtót. A billentyűzetet külön lehetett a géphez csatlakoztatni, kazettás lemezegységet pedig nem támogatott. Az ötletes elgondolás a gyakorlatban nagyon nem vált be, a nagy tömegű gép cipelése és általában véve a használata is nehézkes volt.

### Commodore 128
Ez a gép ténylegesen nem egy C64 altípus, mégsem lehet mellőzni a megemlítését a C64 kapcsán. Megépítését Fred Bowen és Bil Herd tervezőmérnökök elgondolása előzte meg, akik a Plus/4 kudarca után annak hibáit kiküszöbölve a C64 továbbgondolását tűzték ki célul.
A 128  kibibájtra bővített memóriájú, újabb verziójú BASIC-kel, 80 soros megjelenítési képességgel és teljes CP/M kompatibilitással ellátott gépet 1985-ben mutatták be. A készülék gyakorlatilag száz százalékos Commodore 64 támogatást kapott, azaz visszamenőleg kompatibilis volt vele – részben ez is okozta a vesztét, ugyanis saját funkcióit nem nagyon lehetett kihasználni, C64-esnek viszont drága volt.

### Commodore 64C

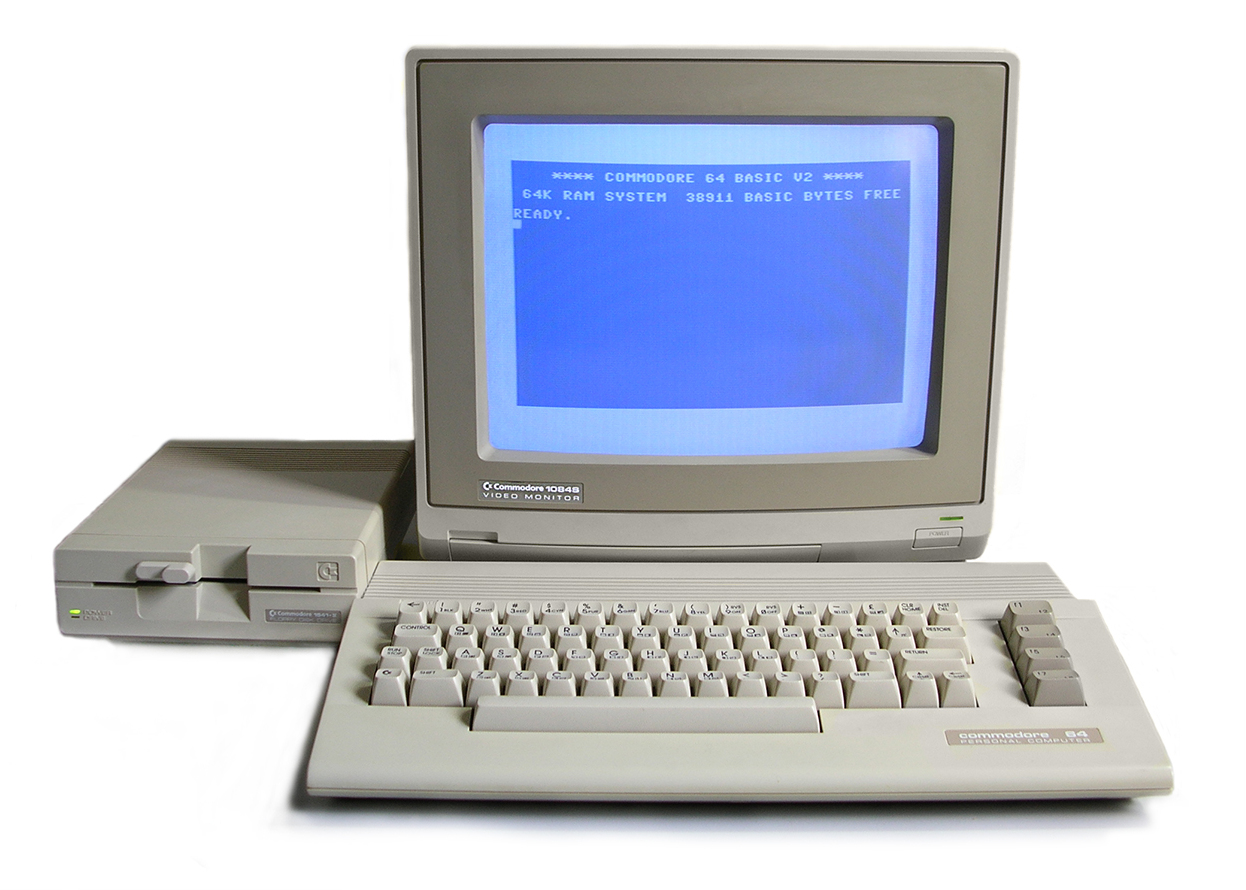
Commodore 64C

1986-ban mutatták be a ráncfelvarrott típust. Új, modernebb hatású gépházba került beépítésre a gép, emellett a VC-II, a SID, és az I/O chipek is újabb típusúra lettek cserélve. Érdekesség, hogy a billentyűzeten a szimbólumok már nem a billentyűk oldalára, hanem azok tetejére kerültek. A változtatások egyik hozadéka volt, hogy a SID chip kisebb feszültségen működött, így bizonyos funkciói máshogy működtek, ezért máshogy is szólt. Az eltéréseket szoftveresen korrigálni lehetett. A RAM nyolc chip helyett immár csak két chipből állt, a BASIC és a KERNAL egy chipbe költöztek, illetve ezen túlmenően is történtek további összevonások. Mivel a gép mérete összement, bizonyos bővítések beépítése nehezebbé vált. A 1541-es lemezmeghajtó is modernizáláson esett át, valamint kicsivel később megjelent a külsőre már eleve ehhez illeszkedő 1581-es lemezmeghajtó.

### Commodore 64 Games System

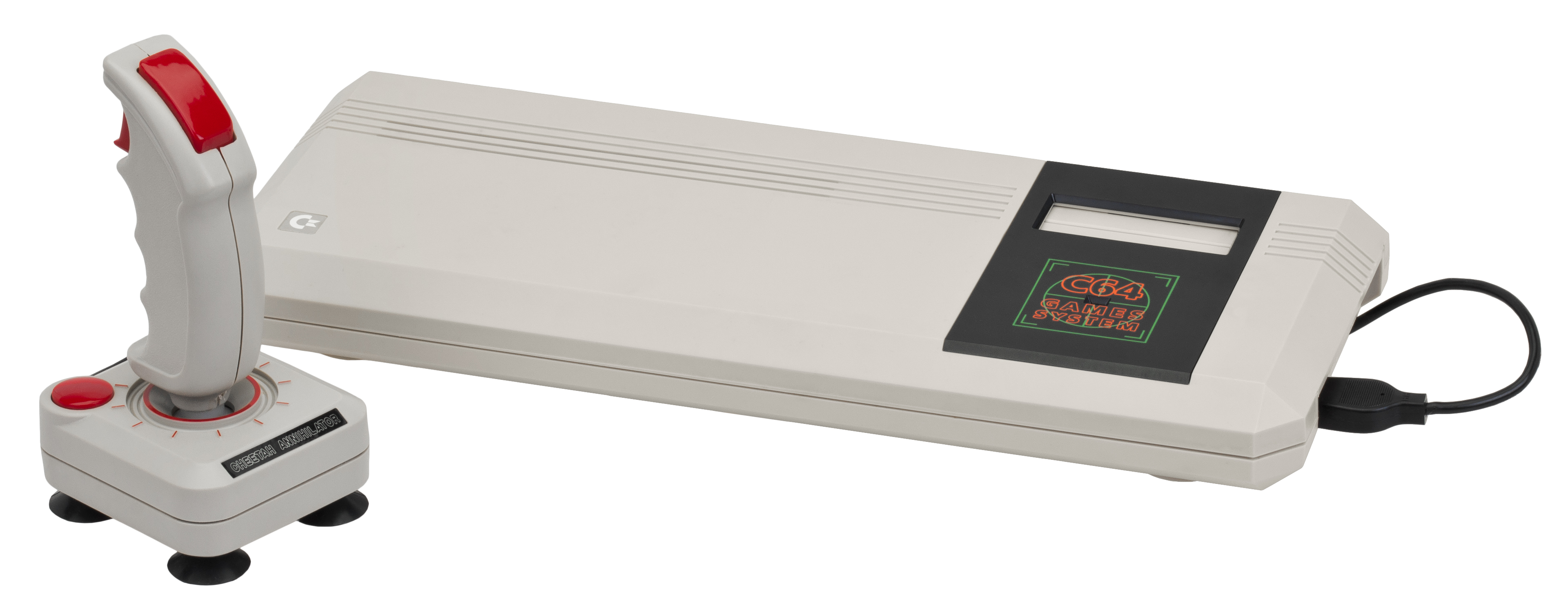
C64 Games System

1990-ben a gépet egy játékkonzol házába építették, és gyakorlatilag az összes külső beviteli eszközt és csatlakozót eltüntették róla. Emellett úgy építették át, hogy az alaplap játékkazettákat (cartridge) tudjon befogadni. Módosították a rendszerbetöltőt is, hogy az a BASIC indulása előtt egy üzenettel figyelmeztesse a felhasználót, hogy helyezzen be egy kazettát. A gépet a 8 bites játékkonzolok riválisának szánták, de csúfosat bukott, Európán kívül meg sem jelent, ott is korlátozott példányszámban. A kudarc egyik fő oka az elavultságon túl az volt, hogy billentyűzet hiányában a legtöbb C64 játékot nem tudta futtatni.

### Commodore 65
Más néven C64DX. 1990-ben mutatták be, és csak egyetlen prototípusa készült el. Továbbra is 8 bites gép volt, de olyannyira felfejlesztve, hogy a 16 bites Apple IIGS képességeivel is vetekedett a tudása – példának okáért alap üzemmódban is képes volt 256 színt megjeleníteni. Valószínűleg azért nem jelent meg soha, mert rivalizálhatott volna az Amigával és a Commodore CDTV-vel.

## Szoftverek
1982-ben a Commodore 64-es grafikus és hang képességeivel egyedül az Atari 8 bites családja vehette fel a versenyt, az Atari 2600 és az Apple II pedig csak messze mögötte jártak. A gépet gyakran úgy jellemzik, mint a demoscene szubkultúra művészeti ág megteremtője, és erre a célra mind a mai napig használják. Habár a riválisok gyorsan erőre kaptak, a C64 még az olyan komoly kihívókkal szemben, mint a Nintendo Entertainment System (NES) és Sega Master System is megállta a helyét, köszönhetően a nagy szoftverkínálatnak.
A szoftverek alapvetően kétféle változatban jelenhettek meg. Elsődlegesen hajlékonylemezen, de emellett költséghatékonysági okokból opció volt még a kazettára történő rögzítés is. Főleg a korai időszakban elérhetőek voltak bővítőkártyás (cartridge) programok, ezek azonban fokozatosan eltűntek.

### BASIC
A legtöbb korabeli számítógéphez hasonlóan a Commodore 64 is el volt látva egy ROM-ba épített BASIC interpreterrel. A KERNAL, a be- és kimeneti eszközök vezérlése, ideértve a meghajtók kezelését is, mind elérhető volt a BASIC-en keresztül. A lemezmeghajtót saját mikroprocesszor vezérelte, önálló firmware segítségével, hasonlóan a régebbi gépekhez – ez azt jelentette, hogy az operációs rendszer futtatása nem kapott dedikált memóriahelyet.
Ellentétben a Commodore PET géppel, nem a 4.0-ás, hanem a 2.0-ás verziójú BASIC került a gépbe, azért, mert a fejlesztők úgy vélték, hogy az újabb verzió lemezkezeléssel kapcsolatos plusz funkcióira úgysem lesz szüksége az átlagfelhasználónak. A cég nem számított arra, hogy tömegigények jelentkeznének a lemezmeghajtók iránt, és a VIC-20-ról történő áttérést is megkönnyítette, amely ugyanezt használta.
A gépbe épített BASIC lényegében a Microsoft BASIC átmatricázott változata, mely azonban nem volt funkciógazdag, hiányoztak belőle a közvetlenül a hang vagy a grafika kezelésére szolgáló parancsok. Ehelyett a nehézkes, PEEK és POKE parancsokkal lehetett közvetlenül elérni a hang- és grafikus chipet. Hogy valamilyen megoldást nyújtson ezekre a nehézségekre, a Commodore két cartridge-bővítős frissítést adott ki: az egyik a "Simon's BASIC", a másik a "Super Expander 64" volt. Más programozási nyelvek is elérhetőek voltak a gépre, például a Pascal, a C, a Logo, a Forth, és a FORTRAN, a beépített BASIC-hez pedig saját kódszerkesztők. A legtöbb kereskedelmi forgalomban is kapható szoftvert assembly nyelven írták, vagy keresztplatformos fejlesztés során, vagy közvetlenül C64-re egy gépkódfigyelő és egy assembler segítségével. Így maximalizálták a sebességet és minimalizálták a memóriahasználatot.
Egy egyszerű példaprogram a C64-en használt BASIC-ben:
```
10
 
PRINT
 
"^^^SZORZAS^^^"

20
 
PRINT
 
"KEREM AZ A SZAMOT:"

30
 
INPUT
 
A

40
 
PRINT
 
"KEREM A B SZAMOT:"

50
 
INPUT
 
B

60
 
PRINT
 
"A*B="

70
 
PRINT
 
A
*
B

RUN

```

Ha az A változó 4, és a B 12, a program lefutása után a következőt látjuk a képernyőn:
```
^^^SZORZAS^^^
KEREM AZ A SZAMOT:
?4
KEREM A B SZAMOT:
?12
A*B=
48

```

A programot ismételten elindíthatjuk a RUN parancs begépelésével.

### Alternatív operációs rendszerek
A géphez eredetileg a GEOS-t fejlesztették, és később ez alapján készültek egyedi változatok, mint a Wheels vagy a GEOS Megapatch. Mindkettőhöz szükséges volt a C64-est hardveresen is bővíteni. Egyéb egyedi rendszereket is fejlesztettek, mint például a WiNGS OS, a parancssoros LUnix, vagy a teljes grafikus felülettel rendelkező Contiki. Még a CP/M is megjelent a géphez, igaz, ehhez egy Zilog Z80-as gépet kellett a bővítősínbe helyezni, és a hardveres limitációk miatt elég lassú is volt. A legtöbb CP/M program elfutott a gépen, igaz, külön ehhez fejlesztettel szinte alig lehetett találkozni.
A „C64 OS” egy kereskedelemben kapható, aktív fejlesztés alatt álló operációs rendszer, eredeti C64-es gépekhez. Felhasználói felülete vegyesen grafikus és karakteres módú, amely egérrel használható. Számos modern funkciót biztosít, tárolók (pl. SD kártya, merevlemez), vezeték nélküli hálózat és kiterjesztett RAM (RAM Expansion Unit), grafika és emuláció  támogatásával. Bár egyfeladatos operációs rendszer, de dinamikus memóriakiosztást alkalmaz, és lehetővé teszi tetszőleges fő alkalmazás mellett azzal egyidejűleg bármely segédprogram futtatását.

### Hálózati szoftverek
Az 1980-as években az internet korai elődjének tekinthető Bulletin Board System-et üzemeltette a Commodore, amihez különféle programokkal lehetett csatlakozni, a telefonvonalon keresztül, betárcsázással. Pár tucat oldal a mai napig elérhető, igaz, ehhez technikai trükkökre is szükség van. A rendszernek köszönhetően jelentek meg az első online játékok is, mint például a Habitat a LucasArts és a Q-Link gondozásában. A játékosok interakcióba léphettek egymással, beszélgethettek és holmikat cserélgethettek. Ugyan egy nagyon alapszintű nyíltvilágú játék volt, az online avatarok használata és a valós idejű csevegés és interakció forradalmiak voltak a maguk idejében. Ugyanilyen úttörő volt a maga idejében az 1983-as M.U.L.E., majd 1988-ban a Modem Wars.

## Hardver

A C64 blokkdiagramja

### Processzor és memória
A Commodore 64 a MOS Technology 6510 mikroprocesszorával lett ellátva, ami lényegében megegyezett az előd 6502-essel, apróbb különbségeket leszámítva. Ehhez 64 kibibájt DRAM memóriát szereltek, plusz 1 KiB memória felelt a színes szöveges üzemmódért, 38 KiB pedig a BASIC rendelkezésére állt induláskor. 20 kibibájt ROM-ba került elhelyezésre a BASIC, a KERNAL, és a karaktereket tartalmazó memória. A processzor egyszerre csak 64 kibibájt memóriát tudott megcímezni. Az első generációs, „kenyértartó” alakú gépekben 8 memóriachip volt, a C64C-ben pedig már csak kettő. A nyolc csip úgy lett megtervezve, hogy mind a nyolc együttes működése során kezeljen egy-egy bitet, azaz az egész együtt egy bájtot. Ha valamelyik memóriachip meghibásodott, azt a képernyőn megjelenő zavaros karakterekből könnyen meg lehetett állapítani, és még azt is, hogy melyik hibásodott meg. A gép indításkor mindig végzett egy RAM tesztet, és ha valamelyik modul hibás volt, a 38911 felhasználható bájtnál kevesebbet mutatott a BASIC.
A gép nem rendelkezett Reset gombbal, hanem helyette csak szoftveres megszakítást lehetett használni, ha a felhasználó nem akarta áramtalanítani a gépet. Erre a célra szolgált többek között a Restore gomb a billentyűzeten.
A processzor órajele 1,023 MHz volt NTSC képszabványú területen, és 0,985 MHz PAL-on, ami alacsonyabb volt, mint a riválisoké. A VIC-II videokimenetének szoftveres letiltásával ezen lehetett gyorsítani, amit bizonyos programok ki is használtak.
1985-ben memóriabővítő cartridge-ot adtak ki a géphez Commodore 1764 REU néven, mely 256 KB memóriakiterjesztést tett lehetővé. A Commodore 128-hoz kiadott másik két bővítőmodul, a 1700 és 1750 REU nem-hivatalosan szintén használható volt a géppel.

### Joystick, egér
Akárcsak a VIC-20-ason, a C64-esen is volt DE-9 Atari joystick port, amelyből mindjárt kettőt is felszereltek. Ennek köszönhetően bármilyen Atari kontrollert könnyűszerrel lehetett csatlakoztatni. Elvileg a Sega game padjei is beköthetőek voltak, de ez ellenjavallott volt, mivel az eltérő jeladás károsíthatta a gépet. Az Atari analóg paddle-jei is csatlakoztathatóak voltak ugyan, de ezekkel volt némi kompatibilitási gond – mindenesetre néhány szoftver kihasználta a képességeiket. 1986-ban a Commodore bemutatta a 1350-es és a 1351-es egeret, a Commodore 64-hez és 128-ashoz. A 1350-es egy digitális eszköz volt, míg a 1351-es analóg, potenciométer-alapú.

### Grafika
A VIC-II grafikus chip 16 szín megjelenítésére volt képes, és váltott soronként 8 hardveres sprite ábrázolására (ez PAL rendszer esetében összesen 112 sprite). Támogatta a képernyőgörgetést (scrollozás), és rendelkezett két bitmap grafikus üzemmóddal is.
Az alap szöveges üzemmód 40 soros volt, a beépített karakterek pedig nem ASCII szabvány szerintiek, hanem a PETSCII szerintiek. A KERNAL alapbeállításának köszönhetően a szöveges felület jellegzetes sötétkék háttérrel indul, rajta világoskék betűkkel és vonalakkal. A jobb láthatóság érdekében a karakterek félkövér jellegűek. A kijelző felbontása 320x200-as volt, ami egy 40x25-ös rácsot takart, 8x8-as karakterblokkokkal. Ezekből a blokkokból 255 előre definiált létezett, ezek voltak a PETSCII karakterek. Ezeket be lehetett másolni a RAM-ba, és programozással meg lehetett változtatni.
Két színes üzemmód volt. Az első a nagy felbontású, ahol karakterblokkonként két szín volt választható (egy a háttérnek, egy az előtérnek). A második a többszínű üzemmód, ahol a blokkokban már négy szín volt használható (egy a háttérnek és három az előtérnek), cserébe a felbontás csak 160x200 lehetett, a VIC-II memórialimitációi miatt. Lehetséges volt az egyes képpontokat egyesével megrajzolni, azonban ez igen lassú volt.
Kétféle animációt is képes volt kezelni a gép: a karakterblokk animációt és a hardveres sprite-okat.

### Hang
Ennek előállításáért a MOS Technology SID chipje volt felelős. Három önállóan programozható oszcillátorral látták el, melyek mindegyike négy különböző hullámformát volt képes kezelni, többféle filterrel, ADSR hangerővezérléssel, és három ring modulátorral. Mindennek köszönhetően a korabeli gépek egyszerű csipogásához képest lenyűgöző minőségű hangokat és zenéket lehetett vele programozni. Sok program zenéje önmagában is népszerű lett.
A chipnek két változata készült. Az eredeti 6581-est használták a korai gépekben, 1987-től pedig a 8580-ast. A kettő közt a legnagyobb különbség az volt, hogy az előd 12 volt feszültséget, az utód pedig mindössze 9-et használt a működéséhez, és ez áttételesen a hangzásban is megmutakozott.
A SID chip hangzásvilága hosszú ideig népszerű maradt még azután is, hogy a gépet már nem gyártották. Zenerajongók és cégek gyártottak számos emulátort, illetve olyan hardvert, amellyel imitálni tudják azt.
1986-ban a Commodore egy bővítőmodult is kiadott a géphez, mellyel professzionális zeneszerkesztés is lehetővé vált.

### Későbbi hardveres változtatások
A viszonylag gyorsan kiadott, emellett költséghatékonyság miatt egyszerűbb megoldásokat használó gépen később több ponton is változtattak, ami esetenként kompatibilitási problémákhoz is vezetett.
A változtatások jelentős része a költségek lefaragása miatt történt, ami az árháború, majd a 16 bites gépek eljövetelével fontos tényező volt a cég életben maradása szempontjából. A gép eredeti alaplapja két alkalommal került jelentős átalakításra, és 14 alkalommal voltak apróbb módosítások, ennek során a chipek helyével variáltak, továbbá csökkentették a diódák és ellenállások számát, így kisebb méretű lehetett a nyomtatott áramkör is. Valamennyi alaplapot Hong Kongban gyártottak.
A nyomtatott áramkör variálása összefüggött a VIC-II chip RF-kimenetének árnyékolásával. A PAL szabvány szerinti gépeken gyakran egy aludobozkát raktak köré a fémpajzs helyett. A SID és a VIC-II chipek minden esetben foglalatba illesztettek voltak, más chipeket viszont alkalmasint forrasztottak. Az első kiadású gépeken (1982-83) egy ezüst színű Commodore-logó volt a gépházon, a bekapcsolást jelző LED körül pedig szintén ezüstszínű minta és felirat volt. Ezeknek a gépeknek mindössze 5 tűs videokábel-csatlakozója volt és nem volt S-Video kimenete. Az 1983 után gyártott gépekre már felkerült az S-Video kimenet és a 8 tűs videokábel-csatlakozó. A korai változatokban a chipek egy része, különösen a VIC-II-es, kerámiaházba került, a későbbiekben valamennyit műanyagra cseréltek. A VIC-II chip hajlamos volt a melegedésre, így a műanyag házba rakás rontotta a hűtés hatékonyságát.
Kézenfekvő lett volna hűtőbordát használni, ehelyett az RF árnyékoló méretét növelték meg akként, hogy az lefedje a chipet is. Nem minden gépben volt azonban ilyen árnyékoló, mint említésre került, Európában ezt egy kis aludobozra cserélték. Ez egyáltalán nem volt jó megoldás, lévén a hő elvezetésére kevéssé volt alkalmas, viszont a kialakításánál fogva inkább csapdába ejtette a keletkező hőt. Mindezen az alaplap utolsó, 1986-os nagy módosítása segített.
A C64C alaplapja méreteiben kisebb volt, mint az elődjéé. Ennek oka az volt, hogy kevesebb chipet használtak fel a gyártáshoz, és volt, amit össze is vontak.
A gépházat akrilnitril-butadién-sztirolból készítették, amely idővel igencsak hajlamos volt a bebarnulásra. Ezt egy „retrobright”-nak nevezett eljárással (hidrogén-peroxid és ultraibolya sugárzás felhasználásával) helyre lehet állítani.

### Energiaellátás
A Commodore 64 egy hagyományos tápegységgel kapta az áramot a hálózatból, ami, ellentétben a mai kapcsolóüzemű tápegységekkel, lineáris volt. Mindezt epoxi alapú műanyagba öntötték bele, hogy a felhasználók ne tudják szétszedni, cserébe jobban melegedett. A kialakítás meglehetősen kompakt volt, így kevés helyet foglalt a gépházban, ami megkönnyítette a nemzetközi piacokra szánt típusok gyártását. A 1541-es és 1581-es lemezmeghajtók is saját tápbemenettel rendelkeztek, ami gyakran azt eredményezte, hogy valóságos kábelrengeteg alakult ki.
A Commodore tápegységei hajlamosak voltak idő előtt tönkremenni. 1983-ban a gépek 30 százalékát vitték emiatt vissza, ami az iparágban elfogadott 5-7 százaléknál jóval magasabb volt.
Az elromló tápegységek ráadásul a RAM chipeket is tönkretehették, mert azok, kialakításukból adódóan, nehezen tolerálták a túlfeszültséget. A tönkrement feszültségszabályzókat általában hűtőbordával felszerelt újakra cserélték.
A régi tápkábel 5 tűs csatlakozója miatt könnyen összetéveszthető volt a korai példányok szintén 5 tűs videokimenetével, ezért azt 1984-ben a Commodore 3 tűsre cserélte. Költségcsökkentési okokból ekkortájt került ki az epoxi is a tápegységből. A tapasztalatokból kiindulva a Commodore 128-as már továbbfejlesztett tápegységet kapott, olvadóbiztosítékkal. Ugyanilyen eszközt adtak a Commodore RAM-bővítő kiegészítőjéhez is.

## Specifikáció
- Mikroprocesszor CPU:

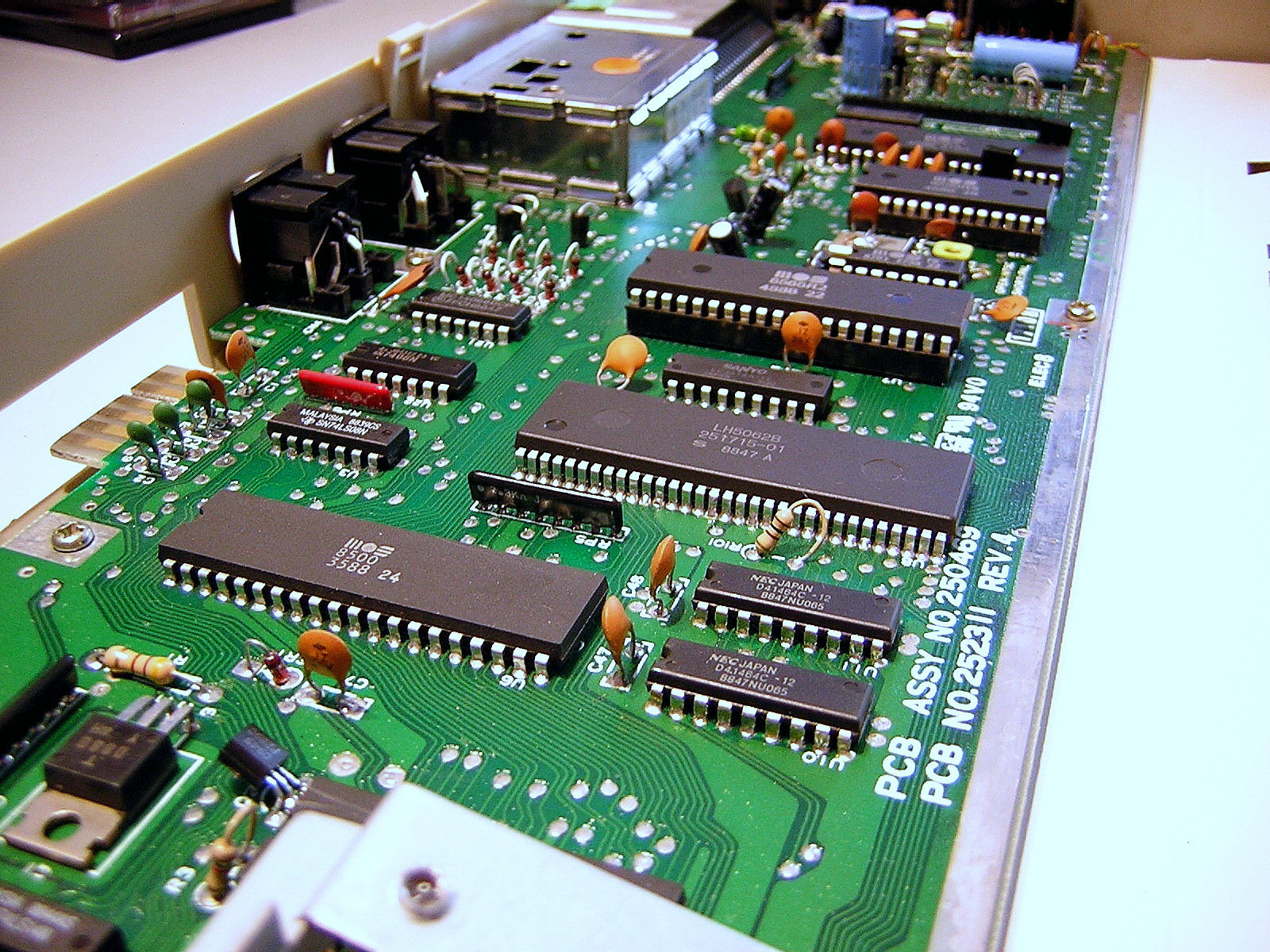
A Commodore 64 alaplapja

  - MOS 6510 vagy MOS 8500 (a 6510/8500 valójában egy módosított 6502-es egy integrált 6 bites I/O porttal, a 8500-as pedig a 6510-es CMOS technológiával készült változata)
  - Órajel: 0,985 MHz (PAL) / 1,023 MHz (NTSC)
- Video hardver: MOS VIC-II, MOS 6567/8567 (NTSC), MOS 6569/8569 (PAL)
  - Szöveges mód: 40×25, 16 szín
  - Grafikus módok: 160×200 (egy karakternyi helyen maximum 4 szint tartalmazhat), 320×200 (monokróm)
  - 8 hardveres sprite (mozgatható grafikus elem, játékprogramokhoz)
- Hang hardver: MOS Technology 6581/8580 „SID” csip
  - 3 hangcsatorna, ADSR programozható;
  - 4 hullámforma: háromszög, fűrészfog, változtatható négyszögjel és zaj
  - programozható alul/felül áteresztő és sávszűrő
  - Oszcillátor szinkronizáció, gyűrűmoduláció
- RAM:
  - 64 KiB (65 536 byte) (38 KiB használható BASIC programok számára)
  - 0,5 KiB szín RAM (1K nibble)
- ROM:
  - 20 KiB (8 KiB BASIC 2.0, 8 KiB KERNAL, 4 KiB karaktergenerátor két db 2 KiB-os kisbetűs/nagybetűs karakterkészlettel )
- I/O Portok:
  - Jó minőségű Y/C (S-Video) (8-pin DIN csatlakozóval) chroma/luma kimenettel és hang ki+bemenettel, amivel Commodore monitorhoz volt csatlakoztatható. A legelső NTSC egységeken nem elérhető. A manapság szabványos 4-pin Mini-DIN S-Video csatlakozó akkoriban még nem létezett, de egyszerűen lehet adaptert építeni.
  - Kompozit video (egyvezetékes video kimenet a monitor számára az előbb említett 8-pin DIN csatlakozón, és külön RF modulátor antenna kimenethez, ami a TV felé a hangot is közvetíthette)
  - 2 darab csavar nélküli DE9M játékvezérlő (Atari 2600 de-facto szabvány, egy digitális joystick és/vagy egy pár paddle támogatására; az egyik csatlakozón fényceruza lehetőséggel. Később a C64-specifikus egér (ki)használja a paddle tüskéket az egérvezérléshez.
  - Cartridge port (ami a 6510 processzor cím- és adatbuszára valamint vezérlőjeleire engedett csatlakozást; memóriabővítésre, program modulokra is használták)
  - PET tipusú 1531 Datasette (magnó) 300 baud-os interface (kazetta motor/írás/olvasás/érzékelés jelekkel, az áramot a gép biztosította)
  - Felhasználói port (TTL szintű RS-232 jelek modemekhez stb.; byte-párhuzamos jelek amivel például nyomtatókat lehetett vezérelni; 17 logikai jel, 7 GND, 9V AC)
  - Soros busz (az IEEE-488 soros változata, 6-pin DIN csatlakozóval) a CBM nyomtatókhoz és diskekhez (működési elve gyakorlatilag az USB-ben éledt újra)
- Tápegység: 5V DC és 9V AC a külső „áramtégla-monolitból” amely némely szériáknál meghibásodott és ezért a TV képernyőn sötét csíkok futottak valamint zúgó háttérzajt bocsátott ki, 7-pin DIN anya csatlakozóval.

## Forráshivatkozások
1. ↑  The Commodore 64, that '80s computer icon, lives again - CNN.com. web.archive.org, 2014. december 24. [2014. december 24-i dátummal az eredetiből archiválva]. (Hozzáférés: 2022. szeptember 5.)
2. ↑  Wayback Machine. web.archive.org, 2012. május 13. [2012. május 13-i dátummal az eredetiből archiválva]. (Hozzáférés: 2022. szeptember 5.)
3. ↑  Inside the Commodore 64 (angol nyelven). PCWorld. (Hozzáférés: 2022. szeptember 5.)
4. ↑  Reimer, Jeremy: Total share: 30 years of personal computer market share figures (amerikai angol nyelven). Ars Technica, 2005. december 15. (Hozzáférés: 2022. szeptember 5.)
5. ↑  Nielsen Business Media Inc: Billboard.  1984–11–17.  Hozzáférés: 2022. szeptember 5.
6. ↑  NEC PC-8801 (Platform) (angol nyelven). Giant Bomb. (Hozzáférés: 2022. szeptember 5.)
7. ↑  Commodore 64—25th Anniversary Celebration | Computer History Museum. web.archive.org, 2017. október 3. [2017. október 3-i dátummal az eredetiből archiválva]. (Hozzáférés: 2022. szeptember 5.)
8. ↑  Commodore computer history and repair information. www.oldsoftware.com. (Hozzáférés: 2022. szeptember 5.)
9. 1 2 3  Perry, Tekla S. (1985. március 1.). „Design case history: the Commodore 64”. IEEE Spectrum 22 (3), 48–58. o. DOI:10.1109/MSPEC.1985.6370590. ISSN 1939-9340.
10. 1 2  Holmes, Mike: Gaming's Defining Moments - The Commodore 64 (angol nyelven). Gamereactor UK. (Hozzáférés: 2022. szeptember 5.)
11. ↑  Commodore 64 at 30: computing for the masses. www.telegraph.co.uk. (Hozzáférés: 2022. szeptember 5.)
12. ↑  Hearst Magazines: Popular Mechanics.  1983–06.  Hozzáférés: 2022. szeptember 5.
13. ↑  Commodore Business Machines: Commodore 64 programmer's reference guide.  1982.  ISBN 978-0-672-22456-0 Hozzáférés: 2022. szeptember 5.
14. ↑  Legendaarinen tietokone juhlii tänään - koko elokuu on #c64month (fi-FI nyelven). yle.fi. (Hozzáférés: 2022. szeptember 5.)
15. ↑  Compute! Magazine Issue 071.  1986–04.  Hozzáférés: 2022. szeptember 5.
16. ↑  Compute! Gazette Issue 38.  1986–08.  Hozzáférés: 2022. szeptember 5.
17. ↑  Compute! Magazine Issue 097.  1988–06.  Hozzáférés: 2022. szeptember 5.
18. ↑  https://archive.org/stream/AmigaFormatIssue059199405FuturePublishingGB300dpi/Amiga_Format_Issue_059__1994_05__Future_Publishing__GB__300dpi_#page/n21/mode/2up
19. ↑  How many Commodore 64 computers were really sold? – pagetable.com (amerikai angol nyelven). (Hozzáférés: 2022. szeptember 5.)
20. ↑  Sales soar and Raspberry Pi beats Commodore 64 (angol nyelven). The MagPi magazine. (Hozzáférés: 2022. szeptember 5.)
21. ↑  CoV I. 1. old.
22. ↑  Böngészőben éled újra a gyerekkorunk (24.hu, 2017. november 15.)
23. ↑  Újra kiadják a Commodore 64-et (Index, 2011. április 7.)
24. ↑  Secret Weapons of Commodore: The 4064s: PET 64, Educator 64. www.floodgap.com. (Hozzáférés: 2022. szeptember 5.)
25. ↑  Modine, Austin: Remembering the Commodore SX-64 (angol nyelven). www.theregister.com. (Hozzáférés: 2022. szeptember 5.)
26. ↑  InfoWorld Media Group Inc: InfoWorld.  1985–01–28.  Hozzáférés: 2022. szeptember 5.
27. ↑  CGW Museum - Galleries. www.cgwmuseum.org. (Hozzáférés: 2022. szeptember 5.)
28. ↑  Commodore 64GS retro video games console. web.archive.org, 2017. december 1. [2017. december 1-i dátummal az eredetiből archiválva]. (Hozzáférés: 2022. szeptember 5.)
29. ↑  C=4 Expo 2008. www.lyonlabs.org. (Hozzáférés: 2022. szeptember 7.)
30. ↑  Compute! Gazette Issue 48.  1987–06.  Hozzáférés: 2022. szeptember 7.
31. ↑  C64 OS, leírás, 2025
32. ↑  C64 OS USER'S GUIDE - Chapter 9: The Philosophy of C64 OS - Multitasking, 2025
33. ↑  SD Times Blog: The strangest software project I've ever run (amerikai angol nyelven). SD Times, 2014. szeptember 23. (Hozzáférés: 2022. szeptember 7.)
34. ↑  Popular Computing Weekly (1986-02-13).  1986–02–13.  Hozzáférés: 2022. szeptember 7.
35. ↑  Compute Gazette Issue 01.  1983–07.  Hozzáférés: 2022. szeptember 7.
36. ↑  InfoWorld Media Group Inc: InfoWorld.  1983–11–14.  Hozzáférés: 2022. szeptember 7.
37. ↑  „Commodore C64 Dangerous Wedge PSU Repair” (hu-HU nyelven).